# Per Jakob Emanuelsson
Per Jakob Emanuelsson, född 27 mars 1802 i Krokeks församling, Östergötlands län, död 8 januari 1888 i Hällestads församling, Östergötlands län, var en svensk präst.

## Biografi
Per Jakob Emanuelsson föddes 1802 i Krokeks församling. Han var son till komministern i Östra Husby församling. Emanuelsson studerade i Linköping och blev höstterminen 1820 student vid Uppsala universitet. Han avlade 16 juni 1827 magisterexamen och blev 22 januari 1829 docent i grekiska vid Uppsala universitet. Den 10 mars 1837 blev han lektor i grekiska och hebreiska vid Gävle gymnasium. Emanuelsson blev 8 mars 1843 blev han kyrkoherde i Hällestads församling, tillträdde samma år. Han var från 31 mars 1847 till 21 oktober 1885 kontraktsprost i Bergslags kontrakt.
Han blev teologie doktor 1860. Emanuelsson var medlem av ståndsriksdagen för prästeståndet 1856–1862, och av kyrkolagskommittén 1872–1873. Han arbetade nitiskt för väckelse och folknykterhet. 1865–1877 utgav han predikosamlingar, omfattande samtliga högmässotexter.

### Familj
Emanuelsson gifte sig första gången 14 oktober 1837 med Charlotta Fredrica Haeger (1812–1858). Hon var dotter till järnkrämaren Eric Haeger och Fredrica Lovisa Nyman i Uppsala. De fick tillsammans barnen Otto Wilhelm Emanuelsson (1839–1847), Fanny Fredrika Emanuelsson (1841–1907), Anna Wilhelmina Emanuelsson (född 1843) som var gift med hovpredikanten Gustaf Emanuel Beskow i Stockholm, Knut Emanuelsson (1845–1845), Maria Charlotta Emanuelsson (född 1846) som var gift med professorn Per Rosén vid Krigshögskolan i Stockholm, skriftställarinnan Vendela Johanna Emanuelsson (född 1848), Hedvig Cecilia Emanuelsson (1852–1852) och Elin Augusta Emanuelsson som var gift med kyrkoherden Fredrik Hammarsten i Örtomta församling.
Emanuelsson gifte sig andra gången 10 juni 1861 med Selma Eugeni Cassel (1823–1901). Hon var dotter till lagmannen Carl Gustaf Cassel och Johanna Fredrica Tisell. Selma Eugeni Cassel var änka efter protokollssekreteraren Carl Petter Laurin.